# 吉備高原都市
吉備高原都市（きびこうげんとし）は、岡山県加賀郡吉備中央町にある計画都市である。

## 概要

### 成り立ち
吉備高原都市とは1973年（昭和48年）に当時の岡山県知事・長野士郎が岡山県総合福祉計画の中で打ち出した構想で、岡山県のほぼ中央部に横たわる吉備高原のうち、御津郡加茂川町と上房郡賀陽町の境に位置する1,800ha（東京都新宿区の面積に匹敵）の地域（現：吉備中央町）に自然環境や風俗・伝統・文化を生かしながら、保健・福祉・文化・教育などの機能を中心とした新しい都市を標榜・計画されたものである。
基本計画では、新都市の区域を福祉のむらや総合リハビリテーション施設などを配置する「保健福祉区」と国立少年自然の家や農林業実践学習の里などを配置する「自然レクレーション区」、それに「研究学園区」「産業区」「センター区」「住区」「農用区」の7つのゾーンに分け、環状道路で機能的に結び整備することになっている。前期（432ha）と後期（880ha）に分けて進められ完成年次は1995年（平成7年）（当初は1990年（平成2年））、人口は3万人とされ1981年（昭和56年）に都市本体の整備が始まった。1993年（平成5年）までに前期計画区域全域と、1997年（平成9年）に後期計画区域のうちAゾーンを併せた612haが整備完了している。

### その後と現状

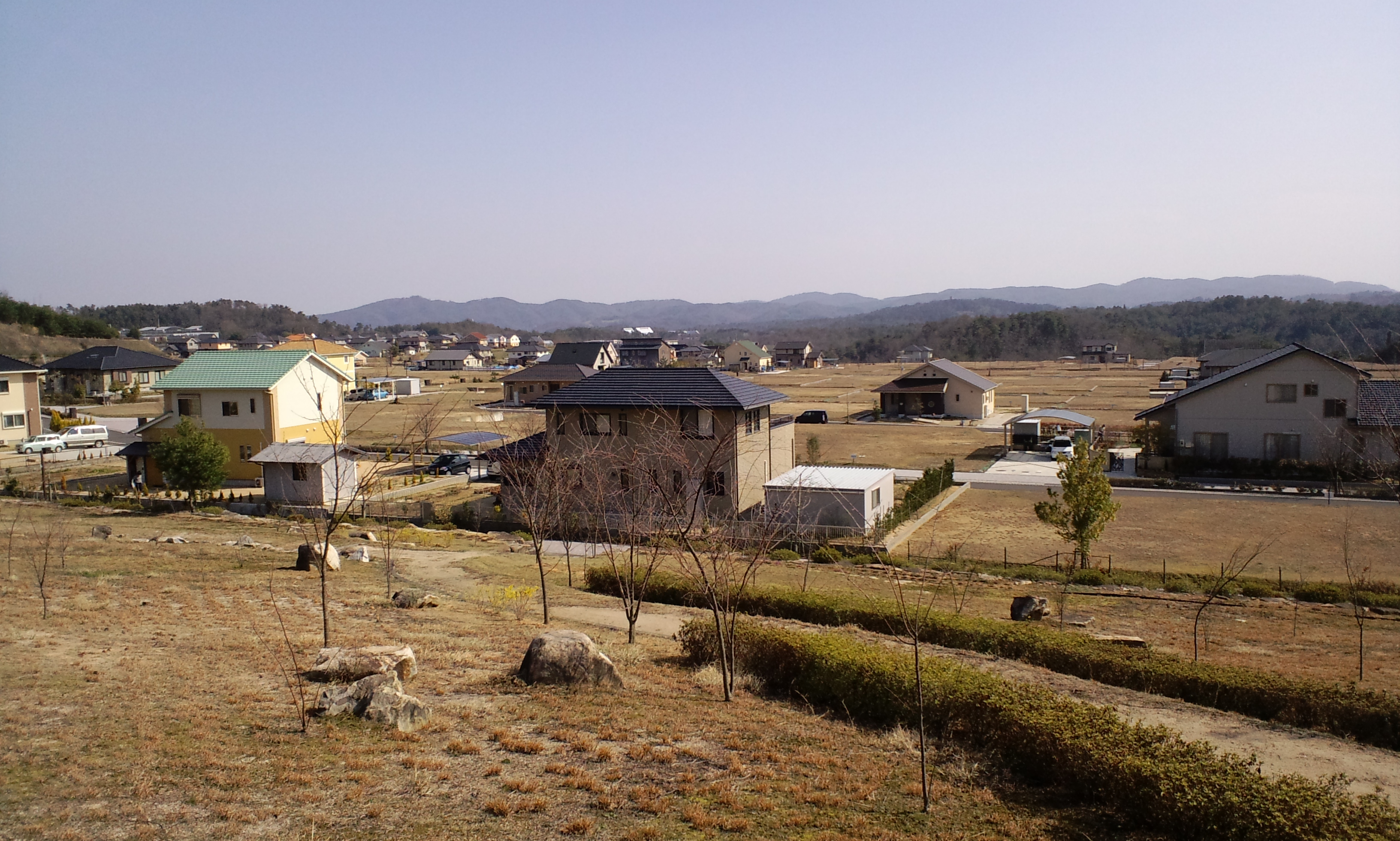
空き地の目立つ分譲住宅地

1996年（平成8年）に任期満了で引退した長野知事の後を引き継いだ石井正弘知事が逼迫する県財政の建て直しに着手、莫大な建設費のかかる吉備高原都市も見直しの対象とされた。1997年（平成9年）11月策定の行財政改革大綱により、まず後期計画B、Eゾーンの建設が凍結された。そして、整備済みの住宅地や産業施設用地の分譲完了と整備済区域の熟度が高まった時点で、改めて整備内容の検討と事業主体や整備手法の見直しを行うこととされ事実上未整備地区の全事業が凍結されている。
整備済みの地区では都市の核施設である『きびプラザ』、幼稚園、小学校、警察駐在所、消防署等の公共施設の設置やCATVケーブルを埋設するなど都市機能の充実が図られてきた。しかし、センター区から離れた最後に完成した後期Aゾーンの高原住区では空き地が目立ち、職場を提供する産業区も多くが売れ残り、整備済地区の計画人口7,000人対し、2,000人程度にとどまっている。県の調査でその要因として住区の分譲地は岡山市近郊と同水準の分譲価格設定となっていることが敬遠され、高齢者や障害者のための「保健・福祉・文化のセンター」を標榜しているにもかかわらず、公共交通機関が未発達であるため、マイカー無しではかなりの不便を強いられる生活を余儀無くされることなどがあげられている。

### 吉備中央町による整備計画
2004年（平成16年）、平成の大合併により御津郡加茂川町と上房郡賀陽町が合併し加賀郡吉備中央町が発足。都市を中心にした町づくりを掲げ、センター区に一部の行政機能を移転しイベント等も開催するなどの都市と町の一体化を進める政策を進めている。政策の一つに将来役場を都市内に移転する構想があるが、町の財政難により具体的な計画には至っていない。また、先端技術を導入した街づくりを目指しすスーパーシティ構想や、岡山市と倉敷市を結ぶ新交通システムやボールパークを建設するなどの構想もある。

## 沿革

### 年表
- 1973年（昭和48年） - 岡山県が吉備高原地域の新都市構想を発表。
- 1975年（昭和50年） - 岡山県が基本構想を作り、同年に用地取得を始める。
- 1977年（昭和52年） - 岡山県が建設基本計画を作成。
- 1981年（昭和56年） - 新都市起工式が行われる。吉備新線・新都市～国道429号（岡山市北区掛畑）間開通。
- 1984年（昭和59年） - 高度技術工業集積地域開発促進法（テクノポリス法）により吉備高原地域がテクノポリスに指定される。
- 1987年（昭和62年） - 吉備環状線の一部、公共下水道等が供用開始。
- 1990年（平成2年） - 岡山県土地開発公社吉備高原現地用地事務所設置[3]。
- 1991年（平成3年） - 岡山県や地域振興整備公団等の出資による管理会社｢株式会社吉備高原サービス｣設立。
- 1992年（平成4年） - 吉備新線・岡山空港～新都市間（岡山市北区掛畑～石妻）開通。第2期吉備高原地域テクノポリス開発計画承認。
- 1993年（平成5年） - 前期計画区域の基盤整備事業が完了。
- 1996年（平成8年） - 吉備新線の全面供用開始（岡山市北区田益～新都市間）
- 1997年（平成9年） - 後期計画区域のうち、Aゾーンの基盤整備事業が完了。岡山県行財政改革大綱により、B、Eゾーンの新規事業着手を3カ年延期。
- 1998年（平成10年） - 岡山県土地開発公社吉備高原現地用地事務所閉所[3]。
- 2000年（平成12年） - 吉備高原都市整備検討委員会発足。
- 2002年（平成14年） - 「吉備高原都市の今後の整備方針」を決定。新規事業は事実上の凍結。

## 人口
| 大字 | 地区名        | 人口 （人） | 世帯数 （世帯） | 面積 （ha） | 人口密度 （人/km2） | 主な所在施設                                                                                             |
| ---- | ------------- | ----------- | --------------- | ----------- | ------------------- | --- |
| 湯山 | 高原西住区    | 75          | 26              | 51.63       | 145.3               | 高原西住区、研究産業区                                                                                   |
| 吉川 | 日の上I       | 31          | 21              | 0.93        | 3336.6              | リハビリーテーションセンター職員宿舎                                                                     |
| 吉川 | 長坂II        | 207         | 45              | 14.50       | 1427.6              | 北部住区、吉備高原総合福祉センター                                                                       |
| 吉川 | 日の上II      | 207         | 74              | 20.00       | 1034.9              | 南部住区                                                                                                 |
| 吉川 | 総合リハビリ  | 99          | 4               | 11.91       | 831.4               | 国立吉備高原職業リハビリテーションセンター、中学校用地                                                   |
| 吉川 | 長坂I         | 72          | 50              | 2.49        | 2889.9              | 医療リハビリテーションセンター宿舎                                                                       |
| 吉川 | 国少          | 7           | 5               | 134.12      | 5.2                 | センター区（きびプラザ、吉備中央公園）、国立吉備青少年自然の家、林原生物化学研究所吉備製薬工場吉備研究所 |
| 吉川 | 高原東住区    | 189         | 60              | 56.28       | 335.8               | 高原東住区、岡山県生物科学総合研究所                                                                     |
| 上野 | -             | 307         | 19              | 19.44       | 1579.3              | 吉備高原学園高等学校                                                                                     |
| 上野 | -             | 116         | 4               | 5.83        | 1988.1              | 吉備の里                                                                                                 |
| 上野 | 北部住区      | 330         | 121             | 31.19       | 1057.9              | 北部住区                                                                                                 |
| 竹部 | -             | 74          | 1               | 7.27        | 1018.0              | 介護老人福祉施設きびハイツ、吉備NC能力開発センター、オーニック、パナソニック吉備                         |
| 竹部 | 北部住区第1次 | 125         | 47              | 11.36       | 1100.2              | 北部住区、岡山北警察署吉備高原駐在所、岡山西消防署吉備中央出張所、吉備高原小学校・幼稚園                 |
| 合計 | 合計          | 1839        | 477             | 366.96      | 501.1               | |

## 立地施設

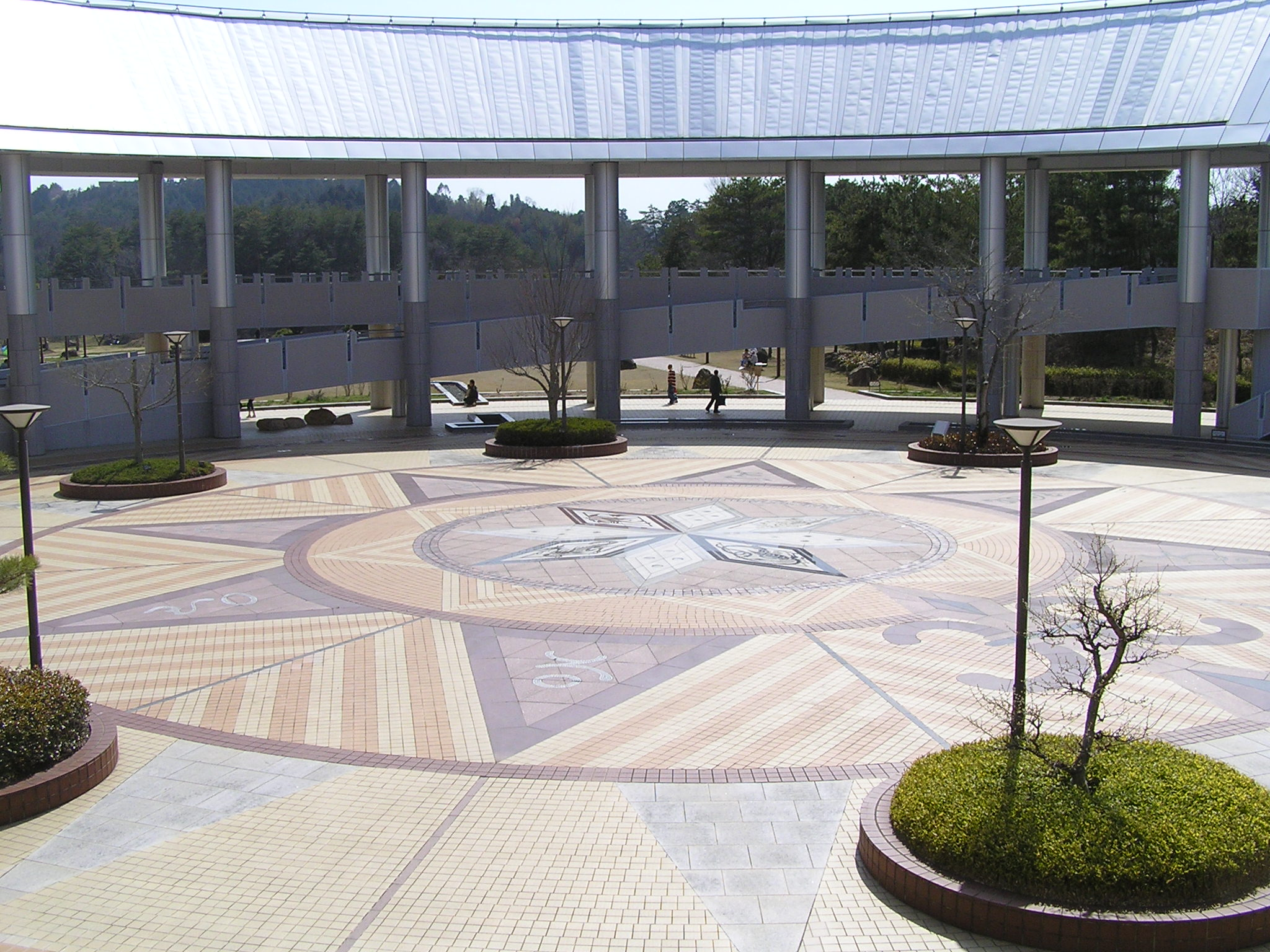
センター区のサンサン広場

※（　）内は立地年度

### センター区
きびプラザ（1992年）
- 1F
  - お買い物広場「パーティーズ」
    - ローソン　吉備高原都市パーティズ店
    - 100円ショップ ワッツウィズ 吉備高原都市パーティズローソン店
    - シャディサラダ館
    - ペピタコスメティックス、生活衣料
    - クリーニング・D・P・E

  - ごはんやさん どうぞのいす
  - ガーデンゆうな
  - hair salon Tonari ト・ナ・リ（令和3年7月7日開店予定）
  - 中国銀行吉備高原都市支店
  - 岡崎嘉平太記念館
  - 吉備ケーブルテレビ「吉備中央町支局」
  - 吉備まきび整骨院
  - 吉備総合カルチャーセンター（RMS吉備総合音楽教室）
  - ユタカ　岡山事業所
  - 吉備中央訪問看護ステーション看護協会
  - 吉備中央町 － 吉備高原総合調整事務所・吉川支所、教育委員会事務局、町営塾kii+事務所
  - 第一会議室（貸出施設）
  - 管理センター（吉備高原都市サービス 事務所）
  - コインランドリー（館外）
- 2F
  - 郷土料理 まきば
  - 吉備高原レストラン GOTTOH ～ごっつぉう～
  - 個室和膳　加賀や
  - アンティーク・新古美術高重
  - 岡山少年ソフトミュージアム（尾崎豊研究会）
  - 吉備中央町 － キッズパーク
- 3F
  - 吉備高原リゾートホテル
  - 中会議室（貸出施設）
  - 大ホール

センター区　その他
- 岡山西消防署吉備中央出張所（2004年）
- 岡山県警察岡山北警察署吉備高原駐在所（2007年）
- 林原グループ|林原生物化学研究所　吉備製薬工場（1987年）
- 吉備高原ニューサイエンス館（1985年〜2009年3月31日閉館）[5]

### 研究学園区
- 吉備高原学園高等学校（1991年）
- 岡山県農林水産総合センター生物科学総合研究所（1996年）
- 吉備中央町立吉備高原小学校（1998年）
- 吉備中央町立吉備高原こども園（当時：吉備中央町立吉備高原幼稚園）（1999年）
- 岡山県総合教育センター（2007年）

### 保健福祉区
- 財団法人吉備高原保健福祉のむら事業団設立（1981年）
- 独立行政法人　労働者健康安全機構　吉備高原医療リハビリテーションセンター (1987年) - リハビリテーション専門の労災病院。
- 独立行政法人　高齢・障害・求職者雇用支援機構　国立吉備高原職業リハビリテーションセンター（1987年) - 「吉備高原広域障害者職業センター」と「吉備高原障害者職業能力開発校」を併設する施設。
- 社会福祉法人吉備の里　吉備の里（1982年）
- 社会福祉法人ももたろう会　吉備高原総合福祉センター（2005年）
- 社会福祉法人アミカル　介護老人福祉施設「きびハイツ」（2004年）
- 株式会社アインファーマシーズ　アイン薬局 吉備中央店（2017年）

### 自然教育レクレーション区
- 野外活動施設「はるみの丘」（1981年6月　現在は閉鎖）
- 21世紀の森の開園（1981年11月　現在は閉鎖）
- 国立吉備少年自然の家（1981年）
- 岡山県農林業実践学習の里 体験学習農園（1982年4月1日〜1999年廃止、以降 公益財団法人岡山県農林漁業担い手育成財団による運営）
- ノートルダム清心女子大学セミナーハウス（1983年　現在移管済み）
- 株式会社機能性食品開発研究所（2001年）

### 産業区
- パナソニック吉備株式会社（当時:吉備松下株式会社）（1981年）
- 株式会社吉備NC能力開発センター（1983年）
- オーニック株式会社（1988年）
- 株式会社岡山ハーモニー（2012年）
- エヌイーシール株式会社 吉備高原工場（2001年）
- タカノフーズ中四国株式会社（2002年）
- 株式会社シーワン（2010年）

### その他
- 鳴滝ダム（1981年）
- 吉備中央公園（1993年）
- JA晴れの国岡山　かよう青空市（1992年）
- 賀陽交通株式会社（1964年）

## 位置
- 岡山県加賀郡吉備中央町吉川、上野、湯山、竹部

## 交通アクセス
自動車
- 岡山自動車道・賀陽I.Cより国道484号を東へ、一ツ木交差点から町道（ふれあい農道）を直進し約10分。
- 山陽自動車道・岡山I.Cより岡山北バイパスを北上後、田益I.Cから吉備新線を通り約30分。

路線バス
- 岡山市方面 － リハビリセンター～きびプラザ～リサーチパーク～芳賀佐山団地～岡山駅～天満屋（中鉄バス）
- 高梁市方面 － 吉川～リハビリセンター～センタービル（きびプラザ）～高梁バスセンター（備北バス）